# Harry Potter in ognjeni kelih (film)
Harry Potter in ognjeni kelih (izvirno angleško Harry Potter and the Goblet of Fire) je fantazijski film, posnet leta 2005 po istoimenskem romanu pisateljice J. K. Rowling.

## Zgodba
Harry se vrne na Bradavičarko, kjer postane eden od tekmovalcev na trišolskem turnirju. Po številnih napetih nalogah se mora soočiti z Mrlakensteinom, ki dobi nazaj svoje pravo telo.

## Igralci
| - Daniel Radcliffe kot Harry Potter - Rupert Grint kot Ron Weasley - Emma Watson kot Hermiona Granger - Ralph Fiennes kot Mrlakenstein - Michael Gambon kot Albus Dumbledore - Brendan Gleeson kot Alastor »Noruč« Nergga - Robert Pattinson kot Cedric Diggory - Gary Oldman kot Sirius Black - Miranda Richardson kot Rita Brentsell - Alan Rickman kot Robaus Raws - Robbie Coltrane kot Hagrid Ruralus - Maggie Smith kot Minerva McHudurra - Timothy Spall kot Marius Mally - Jason Isaacs kot Lucius Malfoy - David Tennant kot Barty Hulesh Ml. | - Frances de la Tour kot Olympe Maxime - Predrag Bjelac kot Igor Karkaroff - Warwick Davis kot Profesor Colibri - Tom Felton kot Draco Malfoy - Robert Hardy kot Cornelius Schushmaar - Roger Lloyd-Pack kot Barty Hulesh - Clémence Poésy kot Fleur Delacour - Stanislav Ianevski kot Zmagoslaf Levy - Katie Leung kot Cho Chang - Matthew Lewis kot Neville Velerit - James Phelps in Oliver Phelps kot Fred in George Weasley - Bonnie Wright kot Ginny Weasley - Shirley Henderson kot Javkajoča Jane - Adrian Rawlins in Geraldine Somerville kot James in Lily Potter |